# Ⰲ
Cette page contient des caractères spéciaux ou non latins. S’ils s’affichent mal (▯, ?, etc.), consultez la page d’aide Unicode.
Vedi (Веди en cyrillique ; capitale Ⰲ, minuscule ⰲ) est la 3e lettre de l'alphabet glagolitique.

## Linguistique
La lettre sert à noter le phonème /ʋ/.

## Historique
La lettre pourrait provenir de la lettre V de l'alphabet latin.

## Représentation informatique
- Unicode :
  - Capitale Ⰲ : U+2C02
  - Minuscule ⰲ : U+2C32